# Claude Nigon
Claude Roger Nigon (* 28. Dezember 1928 in Basel, Schweiz; † 30. Januar 1994 ebenda) war ein französischer Degenfechter.

## Erfolge
Claude Nigon wurde 1950 in Monte Carlo und 1955 in Rom mit der Mannschaft Vizeweltmeister. Darüber hinaus gewann er mit ihr 1954 in Luxemburg Bronze. Zweimal nahm er an Olympischen Spielen teil: 1952 schied er in Helsinki sowohl in der Einzel- als auch der Mannschaftskonkurrenz in der Viertelfinalrunde aus. Bei den Olympischen Spielen 1956 in Melbourne erreichte er mit der französischen Equipe die Finalrunde, die sie hinter Italien und Ungarn und vor der britischen Mannschaft auf dem dritten Rang beendete. Gemeinsam mit Yves Dreyfus, Daniel Dagallier, Armand Mouyal und René Queyroux erhielt Nigon somit die Bronzemedaille.